# 9م113 كونكورس
9م113 كونكورس (الروسية: 9М113 Конкурс)، (بالإنجليزية: 9M113 Konkurs) لقب تعريف الناتو
(بالإنجليزية: AT-5 Spandrel)، صاروخ سوفيتي موجه من الجيل الثاني مضاد للدروع، صمم للتعامل مع الأهداف المتحركة والتابثة، ورغم توافر نسخة محمولة للاستخدامها من المشاة إلا أن الهدف الأساسي من تصميمه كان هو تحميله فوق مختلف مركبات القتال المدرعة السوفيتية من طراز
بي إم بي-2 وبي أر دي إم-2.
زود الصاروخ برأس حربي ترادفي شديد الأنفجار مضاد للدروع، وبمدى يتراوح ما بين 70 متر إلى 4 كيلو مترات بسرعة تصل لـ 200 متر بالثانية.

## الصناعة والتطوير
الصاروخ الروسي المضاد للدبابات كونكورس Konkurs AT-5 SPANDREL، صاروخ روسي مضاد للدبابات من الجيل الثاني يعمل بالتوجيه السلكي, ظهر لأول مرة سنة 1977 خلال عرض عسكري بالساحة الحمراء بموسكو، حيث كان محمولا فوق عربات القتال من نوع 2 BRDM وقد دخل الصاروخ وحدات الجيش السوفيتي كمقابل لصاروخ التاو TOW الأمريكي, ويطلق الحلف الأطلسي أسم AT-5 SPANDREL على هذا الصاروخ. وقد بدأ تطويره في سنة 1962 من طرف مكتب التصميم والتصنيع السوفيتي Tula Machinery Design Bureau (Tula KBP), وذلك بهدف إنتاج الجيل الثاني من الصواريخ المضادة للدبابات والتي تعتمد تقنية التوجيه السلكي نصف الآلي بشكل مستمر طيلة مدة طيران الصاروخ نحو الهدف ,وهذه التكنولوجيا يصطلح على تسميتها ب : SACLOS Semi-Automatic Command to Line of Sight , وذلك للاستخدام بالشكل المحمول في وحدات المشاة ولإدماجه في أنظمة مضادة للدبابات محملة فوق عربات القتال المدرعة Tank Destroyer. صمم هذا النظام للتعامل مع الأهداف المتحركة والثابتة، ورغم تطوير النسخة المحمولة للاستخدام من طرف المشاة إلا أن الهدف الأساسي من تصميمه كان هو تحميله فوق مختلف أشكال العربات القتال المدرعة الروسية من طراز BMD-2]] , BMP-1]] وBRDM-2.

## المواصفات العامة
و الصاروخ مخزن في أنبوب قاذف مصنوع من الألياف الزجاجية FIBERGLASS ويستخدم نظام قذف يعمل بالغاز ويطلق الصاروخ خارج القاذف بسرعة أولية 80 متر في الثانية، لترتفع سرعة طيران الصاروخ مباشرة بعد ذلك إلى 200 متر في الثانية مباشرة بعد إشعال محرك الصاروخ الذي يعمل بالوقود الصلب، وعند طيران الصاروخ نحو هدفه، يبدأ بالدوران حول نفسه بمعدل 5 إل 7 دورات في الثانية لتثبيت طيرانه معتمدا في ذلك على أربعة زعانف في المؤخرة. وعند انطلاق الصاروخ نحو هدفه يعتمد التصويب على التوجيه السلكي بحيث تقوم وحدة التوجيه بإتباع أسلوب القيادة النصف الأوتوماتيكية للصاروخ نحو الهدف SACLOS , وذلك بتعقب منارة ضوئية تعمل بالأشعة تحت الحمراء توجد في مؤخرة للصاروخ incandescent infrared bulb on the back of the missile بينما تقوم ببث معطيات التوجيه ببث إشارات إيعاز للصاروخ على شكل تيار كهربائي متغير يمر عبر السلك الذي يربط الصاروخ بقاعدة الإطلاق وذلك حتى تحقيق الإصابة وخلال التوجيه كل ما يبقى على الرامي فعله هو متابعة الهدف عبر منظاره وذلك بوضعه وسط الشعيرات المتصلبة CROSS-HAIRS, وطوّر مؤخرا نظام تصويب حراري يسمح بالتعامل مع الأهداف ليلا. ويحمل صاروخ الكونكورس رأسا حربيا ترادفيا TANDEM شديد الانفجار من نوع High Explosive Anti-Tank HEAT بوزن 2.7 كلغم، بقدرة اختراق تتراوح ما بين 750 و800 ملم فيما يخص الدروع التفاعلية المتفجرة Explosive Reactive Armor ERA, بينما يبلغ الوزن الإجمالي للصاروخ 25.2 كلغم.

## الانواع
تاريخ دخول الخدمة الرسمي : سنة 1973. منصات الإطلاق : عربات القتال المدرعة من طراز BMP-2, BMD-2 وBRDM-2. الوزن الإجمالي : 25.2 كلغم. الطول : 1150 ملم. القطر : 135 ملم. المدى العملي : ما بين 75 و4000 متر. قدرة الاختراق : ما بين 750 و800 ملم. وزن الرأس الحربي : حشوه جوفاء بوزن 2.7 كلغم. التوجيه : سلكي بنظام SACLOS. السرعة : 200 متر في الثانية.

## المستخدمون
مصر، المغرب، بلغاريا، التشيك، فنلندا، جورجيا، هنغاريا، اندونيسيا، الهند، إيران (تصنع نسختها الخاصة المسماة توسان TOWSAN)، مولدوفا، قبرص، البيرو، رومانيا، سلوفاكيا، بولونيا، روسيا، تركيا، سوريا، أوكرانيا.